# 名田
名田（みょうでん）は、日本の平安時代中期から中世を通じて見られる、荘園公領制における支配・収取（徴税）の基礎単位である。名（みょう）とも呼ばれるが、名と名田を本来は別のものとする見方もある。

## 沿革
7世紀末から8世紀初頭に始まった律令制では、人民一人ひとりを租税収取の基礎単位としていた。しかし、9・10世紀ごろになると、律令制を支えていた人民把握システム（戸籍・計帳の作成や班田の実施など）が次第に弛緩していき、人別的な人民支配が存続できなくなっていた。そのため、政府は土地（公田）を収取の基礎単位とする支配体制を構築するようになった（王朝国家制）。これにより、まず国衙の支配する公田が、名田または名（みょう）と呼ばれる支配・収取単位へと再編成された。名田を基礎とする支配・収取体制を名体制という。
当時の百姓・班田農民の戸主層や古来の郡司一族、土着国司子弟の中には、田作により納税を請け負う層が現れており、田堵（たと）と呼ばれていた。名田経営を中心的に担っていたのが、田堵である。田堵らは、所当の田租を国衙へ納付していた。このような納税形態を負名（ふみょう）という。負名を通して、名田経営者として専門性を高めていった。
名田の制度は、11世紀ごろから、当時一円化して領域性を高めた荘園にも採用・吸収されていく。荘園内の耕作地は、名田へと再編成され、荘民となった田堵が名田経営を行うようになった。荘園内の名田の規模は地域によって大きな差異がある。畿内や九州の荘園では、面積1～2町程度のほぼ均等な名田から構成される例が非常に多かった。このような荘園を均等名荘園（きんとうみょう-）といい、12世紀から14世紀にかけて多く見られた。畿内諸国や九州では荘園領主の権力が強く及んでおり、領主が荘園経営を効率的に行うため、名田を均等化して百姓へ割り振ったのである。一方、畿内や九州以外の荘園の様子を見ると、数町以上の広い名田、面積が不均等な名田から構成されていることが多かった。畿内・九州以外では、荘園領主（本所）の所在地から距離的に遠かったこともあって、本所権力の作用があまり及ばなかったためである。
荘園が一円化して公領（国衙領）と対等な権利地位を獲得した11世紀以降の在地秩序を荘園公領制と呼ぶが、この体制下では農業、漁業、手工業などの諸産業を田堵が名田単位で経営を行った。田堵と名田は荘園単位、また公領では郡・郷・保単位で把握され、荘園領主に任命された荘官、国衙に任命された郡司、郷司、保司らの支配を受けた。荘官、郡司、郷司、保司らは在地社会での軍事的緊張、特に荘園と公領の対立が高まるにつれて武士が任命されることが多くなり、鎌倉時代に至って鎌倉殿に任命された地頭として安定した地位を獲得した。
田堵は、名田経営を請け負ってはいたものの、名田の私有権は認められていなかった。しかし、田堵は、名田経営を通じて、土地との関係を緊密なものとしていき、中には周辺の他の田堵の名田を集積する者も現れていた。こうした状況の中で、12世紀～13世紀ごろになると、荘園領主や国衙、さらにこれらから在地支配を任された武士も田堵の力を認めざるを得なくなり、田堵に名田の永代保有権を付与する代わりに、年貢・公事の納付請負を確約させるようになっていった。こうして田堵は、名田の永代保有権を有する名主（みょうしゅ）へと成長したのである。名主層の中には武士に対して軍役を果たすことで地侍となり、武士身分の一角に食い込む者も多く出るようになっていった。また、名主が永代保有権を有する名田は百姓名（ひゃくしょうみょう）と呼ばれた。14世紀ごろから、百姓名は私的所有の対象とする観念が強まっていき、名主間で自由売買されるようになる。
名田は、多様な支配形態を内包する荘園公領制において、基礎的な支配・収取単位として機能し続けた。しかし、室町時代には守護領国制の進展にともなって、名田はゆるやかに守護の支配下へ組み込まれた。さらに戦国時代になると、戦国大名による一円支配の強化とともに名田の解体が急激に進み、最終的には安土桃山時代の太閤検地によって、名田は完全に消滅した。

## 性格
名田の性格をめぐって、日本史学界では大きく2つの見解が対立していた。1つは、名田を農民層の所有・経営単位とする見方である。これは被支配者である農民による階級闘争の結果、支配層から土地所有権を奪取したと評価するものである。しかし、史料から見る実際の名田は、あくまで領主が支配しており、田堵や名主らは領主への租税納付機関として働いていたに過ぎないことが明らかとなっている。そのため、2つ目の見解、すなわち荘園公領制における支配・収取（徴税）の基礎単位とする見方が広範な支持を得ており、支配的となっている。更に「名田＝名」とする前提自体に問題があり、名田と名を明確に区分する考え方もある。

## 由来
名田という用語は、田堵や名主が自らの経営する土地を明示するために、その土地へ名称をつけたことに由来する。名田の名称を、田堵本人の名前と同じとする場合が多く、人名のような名田の例は日本各地に見られる。現代でも名田に由来する地名が残存しており、特に西日本に多い。例：恒貞（つねさだ）、国弘（くにひろ）、弘重（ひろしげ）など。

### 苗字との関係
平安中期ごろ、特に東国の発祥当初の武士層の間で、朝廷との関係において名乗る姓名とは別に、自らの所領（名：みょう）に通称名（字：あざな）を並べる通称が広まっていった。
例えば、鎮守府将軍を歴任した平良文（たいらのよしふみ）という人物は、相模の村岡に所領=名田を経営しており、兄弟で5番目だったことから「村岡五郎（むらおかのごろう）」と自称した。村岡が名であり、五郎が字であり、「村岡五郎」全体で名字といった。
荘園公領制成立以前の武士は封建領主としての確固たる領地を持たず、一般の田堵負名と同様に名田の経営権を国衙との契約で付与されることで、治安維持担当者としての武力を維持する経済的基盤を与えられていたのである。そのため、この時期の武士の所領は名田を単位としており、名田を名字の地とした。
しかし、11世紀に荘園公領制が成立すると、多くの武士は荘司、郡司、郷司、保司に任命され、荘園、または公領の郡、郷、保を確固たる所領とするようになっていき、田堵負名を自らの支配下に置いていった。そのため、この時期になると武士の名字の地（本貫地）は荘園、郡、郷、保を単位としたものに変化した。
例えば、畠山荘司 平次郎重忠（はたけやまのしょうじ へいじろうしげただ）は武蔵国男衾郡畠山郷（畠山荘）を荘司として所領としている家系である。
また亘理権大夫 藤原経清（わたり ごんのたいふ ふじわらのつねきよ）は陸奥国亘理郡を郡司として所領としたのである。
こうした名字のあり方は鎌倉時代の御家人級の、室町時代の国人級以上の上級武士の間で引き継がれていく。
ところが、時代が下ると、名田を経営する百姓身分に属する一般の田堵負名の中からも、自らが経営請負をする名田の属する荘園公領を所領とする武士に、軍役を申し出て武士身分の一角に食い込み、名田の支配権を確固としたものにして所領としていこうとする動きが生じた。いわゆる地侍である。そのため、室町時代以降の新興の中・下級武士たちの間では、再び名田を単位とした名字の名乗りが一般的になっていった。
このように、名田は日本の「名字」の発祥、日本人の姓の歴史・発祥の一つに深い関わりを持っている。